# Ali Khademi
Ali Khademi, né le 1er janvier 1992, est un coureur cycliste iranien.

## Palmarès et résultats

### Palmarès par année
- 2009
  - Prologue du Tour du Mazandéran
  - 2e du championnat d'Iran du contre-la-montre juniors
- 2010
  -  Champion d'Iran du contre-la-montre juniors
  - 4e étape du Tour du Mazandéran
  -  Médaillé de bronze du championnat d'Asie sur route juniors
  - 3e du Tour du Mazandéran
- 2013
  -  Champion d'Asie sur route espoirs
- 2014
  -  Médaillé de bronze du championnat d'Asie du contre-la-montre espoirs[1]
- 2017
  - 3e du championnat d'Iran sur route

### Classements mondiaux
| Année         | 2012 | 2013 | 2014 | 2015 | 2016 | 2017 |
| ------------- | ---- | ---- | ---- | ---- | ---- | ---- |
| UCI Asia Tour | 190e | 20e  | 365e | 337e | 549e | 176e |